# Jakubów (powiat jędrzejowski)
Jakubów – wieś sołecka w Polsce, położona w województwie świętokrzyskim, w powiecie jędrzejowskim, w gminie Imielno.
W latach 1975–1998 wieś należała administracyjnie do województwa kieleckiego.

## Integralne części wsi
| SIMC    | Nazwa    | Rodzaj    |
| ------- | -------- | --------- |
| 0239646 | Bugaj    | osada     |
| 0239623 | Dąbrowa  | kolonia   |
| 0239652 | Kolonie  | część wsi |
| 0239630 | Malina   | kolonia   |
| 1016374 | Olszynka | osada     |

## Historia
W wieku XIX Jakubów stanowił wieś i fowark w powiecie jędrzejowskim, gminie Mierzwin, parafii Imielno.
Według spisu z 1827 roku Jakubów był wsią prywatną w parafii Imielno było tu 28 domów i 247 mieszkańców.
Wspomina tę wieś Długosz jako dziedzictwo Różyców. (Długosz L.B. t.II s.68).
Dobra Jakubów składały się z folwarków Jakubów i Dąbrowa, a także wsi Jakubów, posiadały rozległość 1263 morgi.[...]. Wieś Jakubów posiadała wówczas osad 63, z gruntem mórg 214(opis podaje Bronisław Chlebowski SgKP).